# Università statale di Tbilisi
L'Università statale di Tbilisi “Ivane Javakhishvili” (in georgiano ივანე ჯავახიშვილის სახელობის თბილისის სახელმწიფო უნივერსიტეტი?, ivane javakhishvilis sakhelobis tbilisis sakhelmts'ipo universit'et'i) è un'università di Tbilisi, capitale della Georgia, nata l'8 febbraio 1918.

## Storia

L'edificio universitario nel 1918

TSU è la più antica università della regione caucasica. Il fondatore dell'università è lo storico e accademico georgiano Ivane Javakhishvili, mentre il chimico georgiano Petre Melikishvili è stato il primo rettore dell'università.

## Organizzazione
L'università ha 5 distaccamenti in diverse regioni della Georgia, 6 facoltà e approssimativamente 60 centri e laboratori di ricerca scientifici, una biblioteca scientifica (con più di 3.700.000 libri e periodici), 7 musei, una casa editrice e una stamperia (per il giornale "Tbilisis Universiteti").
Gli studenti iscritti sono oltre 35.000.

## Rettori
- Petre Melikishvili